# INA
INA je nacionalna naftna kompanija u Hrvatskoj s vodećom ulogom u naftnom poslovanju, te značajnom ulogom u regiji. INA Grupu čini više društava u njenom potpunom ili djelomičnom vlasništvu. Grupa ima dominantan položaj u Hrvatskoj u istraživanju i proizvodnji nafte i plina, preradi nafte, te u prodaji plina i naftnih proizvoda.

## Vlasnička struktura
- MOL Nyrt. – 4.908.207 dionica (49,08%)
- Vlada Republike Hrvatske – 4.483.552 dionice (44,84%)
- Institucionalni i privatni investitori – 608.241 dionica (6,08%)

## Prihodi INA Grupe po zemljama
- Hrvatska: ▲ 8,819 mlrd. Kn (2020.)
- Bosna i Hercegovina: ▲ 1,834 mlrd. Kn (2020.)
- Europske zemlje: ▲ 3,775 mlrd. Kn (2020.)
- Ostale zemlje: ▲ 361 mil. Kn (2020.)

## Bušotine
- Egipat - East Yidma
- Egipat - North Bahariya
- Egipat - Ras Qattara
- Egipat - West Abu Gharadig
- Egipat - East Damanhur
- Angola - Blok 3/05
- Angola - Blok 3/05 A

## Logistika
- Više od 250 autocisterni
- Više od 500 željezničkih cisterni
- 3 vlastita broda
- 7 skladišta za goriva
- 4 skladišta za UNP (ukapljeni naftni plin)
- 7 lokacija za opskrbu zrakoplova

## Maloprodajne lokacije
- Slovenija: 5
- Hrvatska: 396
- Bosna i Hercegovina: 105
- Crna Gora: 12

## Ovisna društva
- INA Maziva d.o.o.
- Hostin d.o.o.
- STSI d.o.o.
- Crosco d.o.o.
- Top Računovodstvo servisi d.o.o.
- INA Maloprodajni servisi d.o.o.
- Plavi tim d.o.o.
- INA Slovenija d.o.o.
- Holdina d.o.o.
- Energopetrol d.d.
- Rotary Zrt.
- INA Vatrogasni servisi d.o.o.

## Povijest
- 1883. - Rafinerija nafte u Rijeci puštena u pogon
- 1927. - Rafinerija nafte u Sisku puštena u pogon
- 1927. - Rafinerija nafte u Zagrebu puštena u pogon
- 1952. - Osnovano poduzeće za istraživanje i proizvodnju nafte i plina - Naftaplin
- 1963. - Spajanjem Naftaplina i Rafinerija nafte u Rijeci i Sisku nastaje Kombinat za naftu i plin
- 1964. - Integracijom trgovačkih društva Interpetrol i Croatiapetrol Kombinat mijenja ime u INA - Industrija nafte
- 1968. - Puštena u pogon Tvornica mineralnih gnojiva Kutina
- 1970. - Novim statutom utemeljene četiri tehnološko-funkcionalne grupe INA - Naftaplin, INA - Prerada, INA - Petrokemija i INA - Trgovina
- 1974. - INA potpisuje ugovor o gradnji naftovoda od Omišlja do mađarske granice
- 1976. - Osnovana DINA - Petrokemija Rijeka
- 1979. - Jadranski naftovod (JANAF) pušten u pogon
- 1990. - INA postaje javno poduzeće, osnivaju se dionička društva INA - Petrokemija Kutina, DINA, OKI, INA - Specijalna oprema, INATURS
- 1993. - INA u skladu sa Zakonom o trgovačkim društvima postaje dioničko društvo u vlasništvu Republike Hrvatske
- 2003. - MOL postaje Inin strateški partner s vlasničkim udjelom od 25% + jednom dionicom.
- 2006. - Privatizacija INA-e
- 2019. - Donesena odluka o izgradnji postrojenja za obradu teških ostataka u rafineriji nafte Rijeka te ulaganju u popratne projekte

## Onečišćenja okoliša
U 2020. godini zabilježen je znatno veći broj izlijevanja nego prethodnih godina, ukupno 123 od čega više od 95 % u Istraživanju i proizvodnji nafte i plina. Od ukupnog broja, u 85 slučajeva došlo je do izlijevanja ugljikovodika. Ukupna količina izlivenih ugljikovodika iznosi 119 m³, a financijski gubitak povezan s događajima 4,9 milijuna kuna. U 71 % svih slučajeva događaji su uzrokovani korozijom zrele infrastrukture. Od ukupnog broja, zabilježeno je deset značajnih izlijevanja sa sadržajem ugljikovodika iznad 1 m³, svi u Istraživanju i proizvodnji nafte i plina. Ukupna količina prolivenih ugljikovodika u tim događajima iznosi 108 m³. Najznačajnije izlijevanje dogodilo se u Ivaniću gdje je treća strana prijavila curenje nafte u kanalu za navodnjavanje. Proliveno je približno 70 m³ ugljikovodika te onečišćeno 370 metara kanala i približno 2.000 m² tla unutar kanala. Istraga je pokazala da je uzrok izlijevanja korozija slanovoda od dispečerske stanice Graberje do sabirne stanice Iva-1. Sljedeća dva događaja dogodila su se na lokaciji Žutica, gdje je u dva navrata iz kaptažnog plinovoda iscurilo 10 m³ plina i 0,1 m³ plinskog kondenzata. Onečišćeno je oko 3 m² tla.

## Nagrade i priznanja
Zlatna bilanca - INA je dobila nagradu za najvećeg poduzetnika po ukupnom prihodu u 2019. godini. Zlatna bilanca nagrada je koju Financijska agencija dodjeljuje najuspješnijim poduzetnicima u određenoj industriji prema ukupnom poretku izvedenom rangiranjem 11 financijskih pokazatelja u pet kategorija: profitabilnost, likvidnost, zaduženost, aktivnost i ekonomičnost.
Nagrada međunarodne izložbe inovacija - Inova 2020. - Na međunarodnoj izložbi inovacija INA Grupa je osvojila sedam nagrada. Zlatna medalja dodijeljena je sljedećim prijedlozima za inovacije: vlastita aparatura i razvoj modificirane metode za ispitivanje ubrzane korozivnosti na čeliku; istovremeni prijem i otprema proizvoda na terminalu Osijek; INA DEZINOL AQUA – dezinficijens na bazi vode. Srebrna medalja dodijeljena je za: računalni alat za organizaciju maloprodajne mreže; Body Bushing ĐĐ – BG 900 x DELTA 7. Brončana medalja dodijeljena je za: inovaciju racionalizacije troškova s promjenom obračunske jedinice dan; samostalnu proizvodnju sanitarne vode – povećanje poslovne efikasnosti.
Izvrsnost u izazovima - U 2020. godini INA, d.d., STSI d.o.o., CROSCO d.o.o., PLAVI TIM d.o.o., TOP RAČUNOVODSTVO SERVISI d.o.o., INA MAZIVA d.o.o. i INA MALOPRODAJNI SERVISI d.o.o. dobili su priznanje za kvalitetno upravljanje radnicima u nepredviđenim okolnostima. Ovaj projekt organizacijama daje priliku da ocijene svoje prakse upravljanja ljudskim resursima u sljedećim područjima: agilni HR, strateško planiranje i organizacija rada, krizna komunikacija, fizičko zdravlje i sigurnost radnika, osnaživanje i dobrobit radnika, leadership u vrijeme krize te tehnološka i digitalna spremnost.
Certifikat poslodavac partner - Ini je 10. put uručen Certifikat Poslodavac Partner, nagrada za izvrsnost u upravljanju ljudskim resursima. Cilj je ovog certifikata skrenuti pozornost i odati priznanje tvrtkama koje kvalitetno upravljaju ljudskim resursima te provode standarde koji dokazano unaprjeđuju poslovne rezultate i kvalitetu rada. U ovogodišnjem postupku certificiranja INA, d.d. ostvarila je impresivnu ocjenu od 100 %, čime se svrstala na prvo mjesto među TOP 5 poslodavaca partnera kao najpoželjniji poslodavac u Hrvatskoj. Nekoliko drugih tvrtki INA Grupe također je dobilo certifikat: INA MALOPRODAJNI SERVISI d.o.o. po drugi put; CROSCO d.o.o., STSI d.o.o., PLAVI TIM d.o.o., TOP RAČUNOVODSTVO SERVISI d.o.o. i INA MAZIVA d.o.o. po treći put.
Poslodavac prvog izbora - U posljednjih 11 godina INA, d.d. deset je puta uvrštena među TOP 10 poslodavaca u Hrvatskoj. Istraživanje o najpoželjnijim poslodavcima tradicionalno je istraživanje koje portal MojPosao provodi u proteklih 13 godina. Cilj je istraživanja doznati koji su poslodavci na hrvatskom tržištu rada najpoželjniji općoj javnosti. Svake godine neovisni ispitanici kreiraju popis poslodavaca za koje bi najviše željeli raditi i objašnjavaju čime ti poslodavci zaslužuju biti na njihovim popisima najpoželjnijih.
Croatia's Best Employer Brand Award - INA, d.d. drugu je godinu zaredom nagrađena na dodjeli nagrada Croatia's Best Employer Brand Awards, i to za najbolju marku poslodavca (engl. employer brand) u tehnološkom sektoru. Ova nagrada svjedoči o kvaliteti aktivnosti koje provodimo kako bismo poboljšali radno iskustvo i zadovoljstvo svojih trenutnih i budućih radnika te pokazuje da razumijemo važnost i prihvaćamo odgovornost za zadovoljstvo naših radnika. Primiti ovu nagradu znači povećati vidljivost organizacije na tržištu rada i dodatno se izdignuti iznad konkurencije.
Mamforce - Prema metodi MAMFORCE, INA, d.d. istakla se kao najbolji poslodavac, primivši dva posebna priznanja u dvije kategorije: najbolja kompanija za žene i najbolja kompanija za dobrobit radnika. INA je prva kompanija u Hrvatskoj koja je uvela sveobuhvatan program za dobrobit kroz platformu beneFIT, pružajući pogodnosti svim radnicima u skladu s njihovim životnim potrebama. Dugi niz godina žene u Ini imaju jednake mogućnosti zaposlenja i razvoja karijere kao i njihovi muški kolege, što je potvrđeno transparentnim pokazateljima o sudjelovanju žena na svim razinama upravljanja. INA predano radi na osiguravanju kvalitete radnog iskustva, razvoju korporativne kulture i načela raznolikosti i uključivanja.
Standard Dadforce - Uz standard MAMFORCE, u 2020. godini INA, d.d. postala je i nositelj standarda DADFORCE. Ovaj se certifikat dodjeljuje kompanijama s izuzetno visokom sviješću o važnosti aktivnog uključivanja očeva u brigu o djeci. Potvrda je organizacijske kulture koja omogućuje fleksibilne radne aranžmane, odgovornu brigu o djeci i radno mjesto prilagođeno očevima. Također, potiče jednakost zaposlenih roditelja i napredovanje na temelju zasluga, kao i pozitivnu percepciju korištenja roditeljskog dopusta od strane očeva.
Open Spotlight - INA, d.d. dobila je zlatnu nagradu u kategoriji „We see you here“. Nagrada OPEN Spotlight dodjeljuje se onim organizacijama koje su prošle nadahnjujuće putovanje radeći na povećanju raznolikosti i uključivanja. INA Grupa pokretač je značajnih promjena u osiguravanju ravnoteže između poslovnog i privatnog života za očeve u kompaniji, ali i u cijeloj zajednici. U INA Grupi potiče se stvaranje okruženja u kojem očevi mogu razvijati povezanost sa svojom obitelji.
Zlatni indeks - Godine 2020. INA, d.d. primila je 5. Zlatni indeks u kategoriji „Stipendije“. Cilj „Zlatnog indeksa“ jest nagraditi one kompanije koje su pridonijele poboljšanju života, obrazovanja i profesionalnog razvoja studenata. Nagradu dodjeljuju studenti temeljem različitih kriterija. Cilj projekta je povezati studente i poslodavce i tako doprinijeti razvoju njihovih profesionalnih kompetencija i karijere. „Zlatni indeks“ organizira eSTUDENT, jedna od najvećih i najaktivnijih studentskih udruga u Hrvatskoj.
Learning Technologies - INA, d.d. osvojila je prestižnu nagradu za najbolju međunarodnu primjenu platforme za učenje eSMILE. Uspješna provedba ovog programa u cijeloj MOL Grupi proglašena je najboljim projektom na večeri dodjele internetskih nagrada Learning Technologies. Komunikacija s kolegama na maloprodajnim mjestima putem platforme eSMILE važan je iskorak u digitaliziranom učenju u Ini.

## Vanjske poveznice
- Službena stranica
- Godišnje izvješće